# Brothers (película de 2009)
Brothers, titulada Entre hermanos en Hispanoamérica, es una película de suspense estadounidense de 2009 dirigida por Jim Sheridan, cuyos principales protagonistas son Tobey Maguire, Jake Gyllenhaal y Natalie Portman. El filme se basa en la película danesa de 2004 Brødre de Susanne Bier que, a su vez, se inspiró en el poema épico de Homero, La Odisea. Tobey Maguire fue candidato al Globo de Oro por su actuación en el filme.

## Argumento
La película comienza presentando a Sam (interpretado por Tobey Maguire a sus 34 años), un infante de marina de familia estable, casado con su novia de la secundaria, Grace (Natalie Portman), con quien tiene dos hijas, Isabelle (Bailee Madison) y Maggie (Taylor Grace), y a su hermano Tommy (Jake Gyllenhaal) que acaba de ser liberado de la cárcel donde estaba cumpliendo una condena por robo a mano armada. Sam está a punto de partir en su cuarta misión en la guerra de Afganistán.
Pronto llega la noticia de que el helicóptero de Sam se ha estrellado en el agua, por lo que lo dan por muerto pese a que, en realidad, se encuentra junto con otro soldado, Joe Willis (Patrick Flueger), un amigo de su ciudad natal, prisionero en un campamento en la montaña. Con Sam "desaparecido", Tommy busca redimirse a los ojos de su familia por antiguas disputas ocasionadas por su conducta al margen de la ley y es así que con la ayuda de viejos amigos repara la cocina de Grace y se ocupa de sus sobrinas, con lo que obtiene que lentamente Grace abandone su resentimiento. 
Mientras pasan los meses se acentúa el acercamiento de Grace y Tommy, que culmina con un apasionado beso junto a la chimenea, del que luego se lamentan. Su atracción no los lleva más lejos aunque Tommy continúa tratando de conquistar a sus sobrinas.
Mientras tanto, Sam y Joe son maltratados y torturados por los militantes y obligados a grabar un video repudiando a los militares y a sus misiones, si bien solamente Joe se quiebra anímicamente. Los captores finalmente consideraron que no les era útil y a punta de pistola obligaron a Sam a golpearlo hasta la muerte con un tubo de plomo. 
Algún tiempo después, Sam es rescatado y vuelve a casa claramente traumatizado por su experiencia. Se mueve como envuelto en una neblina, se torna paranoico, se niega a explicar a su familia lo que pasó mientras estaba en Afganistán, y se encuentra a la viuda de Joe que no sabe cómo murió su esposo. También cree que Tommy y Grace mantenían una relación sexual en su ausencia. 
En la fiesta de cumpleaños de Maggie, una resentida y celosa Isabelle afirmó falsamente que las sospechas paranoicas de Sam son correctas pues Tommy y Grace han dormido juntos en varias ocasiones. Esa noche, Sam estalla destrozando la cocina recién arreglada por Tommy y poniéndole a éste una pistola en la cabeza. Llega la policía y después de una tensa confrontación durante la cual Sam casi se suicida, obtiene que se entregue y es admitido en una clínica psiquiátrica.
Allí, Grace lo visita y le dice que la perderá para siempre si no le cuenta lo que le atormenta; esto decide a Sam a abrirse ante ella, le cuenta que mató a Joe y se abrazan, sacándolo de la clínica y vuelven a casa. Allí termina el filme dejando una leve esperanza de un futuro para Sam y Grace no obstante su presente lleno de pesar.

## Reparto
Familia Cahill:
- Tobey Maguire es Sam Cahill, hermano mayor.
- Jake Gyllenhaal es Tommy Cahill, hermano menor.
- Natalie Portman es Grace Cahill, esposa de Sam.
- Sam Shepard es Hank Cahill, padre de Sam y Tommy.
- Mare Winningham es Elsie Cahill, madrastra de Sam y Tommy.
- Bailee Madison es Isabelle Cahill, hija mayor de Sam y Grace.
- Taylor Grace es Maggie Cahill, hija menor de Sam y Grace.

Familia Willis:
- Patrick Flueger es Joe Willis.
- Carey Mulligan es Cassie Willis.

Otros:
- Clifton Collins Jr. es el Mayor Cavazos.
- Jenny Wade es Tina.
- Omid Abtahi es Yusuf.
- Ethan Suplee es Sweeney.
- Ray Prewitt es Owen.

## Producción

### Lugares de rodaje
La película fue filmada en Estados Unidos.
- Abiquiú, Nuevo México, Estados Unidos.
- Colegio de Santa Fe (Saint Michaels), Santa Fe, Nuevo México, Estados Unidos.
- Garson Studios, Colegio de Santa Fe - 1600 Saint Michaels Drive, Santa Fe, Nuevo México, Estados Unidos.
- Glorieta, Nuevo México, Estados Unidos.
- Las Vegas, Nuevo México, Estados Unidos.
- Los Álamos, Nuevo México, Estados Unidos.
- Nuevo México, Estados Unidos.
- Santa Clarita, California, Estados Unidos.
- Santa Fe, Nuevo México, Estados Unidos.
- Zia Pueblo, Nuevo México, Estados Unidos.

## Premios

### Premios Globo de Oro
| Año  | Categoría           | Persona       | Resultado |
| ---- | ------------------- | ------------- | --------- |
| 2010 | Mejor Actor - Drama | Tobey Maguire | Nominado  |
| 2010 | Mejor Canción       | U2 Bono       | Nominado  |